# إبراهيم زهران
الدكتور إبراهيم مصطفى زهران (19 يناير 1943 بمدينة المنيا)، مهندس وخبير بترول مصري. وكان رئيساً لشركة أباتشي مصر. وهو رئيس حزب التحرير المصري.

## السيرة
ولد إبراهيم مصطفى زهران الشهير بإبراهيم زهران يوم الثلاثاء 19 يناير عام 1943 بمدينة المنيا. وهو متزوج ولديه ثلاثة أبناء. تعلم في مدرسة محمد على الابتدائية بالسيدة زينب بالقاهرة والظاهر الثانوية الحكومية وحصل على شهادة الثانوية العامة عام 1960.

### المؤهلات العلمية
- بكالوريوس علوم (جيولوجيا – كيمياء) كلية العلوم، جامعة عين شمس عام 1965.
- ماجستير جيولوجيا كلية العلوم جامعة القاهرة عام 1970.
- دكتوراه الفلسفة في جيولوجيا الرسوبيات كلية العلوم جامعة الزقازيق عام 2003.

### التدرج الوظيفي
1- جيولوجي - المركز القومي للبحوث بالدقى 1967- 1970.
2- جيولوجي- الشركة العامة للبترول 1970-1974.
3- محاضر جيولوجيا بجامعة الجزائر 1974-1980.
4- كبير جيولوجي شركة سوناطرك بالجزائر 1976 - 1980.
5- كبير جيولوجي الشركة الدولية شركة للزيت المصري بالقاهرة 1980 - 1981.
6- مدير قطاع التنمية الجيولوجية شركة السويس للزيت 1981 - 1992.
7- مساعد رئيس شركة الأمل للبترول وعضو مجلس إدارة شركة الأمل للبترول بالقاهرة 1992 - 1998.
8- رئيس مجلس إدارة شركة مجاويش للبترول والعضو المنتدب نوفمبر 1998 حتى 1/8/2001.
9- رئيس مجلس إدارة شركة خالدة للبترول والعضو المنتدب أول أغسطس 2001 حتى 19 يناير 2003.

### الخبرة العملية
1- جيولوجيا البترول بكامل مواقعها وأفرعها ودراساتها.
2- الجيولوجيا السطحية مجال دراسات وأبحاث.
3- المساعدة والإشراف على دراسات وأبحاث.
4- المشاركة في إعداد دليل موحد لجيولوجيا الجزائر باستخدام الحاسب الآلي.
5- الإدارة الحديثة دراسة/تطبيق/مشاركة في إعداد الندوات.

## التدريب
المشاركة في عشرات الدورات والندوات والمؤتمرات داخليا وخارجيا في المجالات التالية:
1- جيولوجيا البترول
2- الإدارة
3- التنمية البشرية
4- التحليل المالي
5- هندسة البترول
6- المساومة الجماعية
7- العطاءات والمناقصات الدولية

## المؤتمرات
المشاركة في معظم المؤتمرات الفنية خلال الثلاثين عاما الماضية داخليا وخارجيا بالإضافة إلى المؤتمرات الحزبية والنقابية.

## المطبوعات
مطبوعات فنية في مجلات متخصصة بمجلات البترول والجيولوجيا.

## العضوية
1- نقابة العلميين.
2- الجمعية الجيولوجية المصرية.
3- الرابطة الأمريكية لجيولوجي البترول.
4- عضو مجلس إدارة الجمعية المصرية لجيولوجي البترول.
5- مؤسس جمعية الرسوبيات المصرية.
6- قيادة نقابية عمالية لأكثر من 12 عاما.
7- عضوية لجنة الصناعة بالأمانة العامة للحزب الوطني الديمقراطي.
8- مقرر لجنة التنمية البشرية بالأمانة العامة للحزب الوطني الديمقراطي.
9- عضو شعبة الطاقة والكهرباء بالمجالس القومية المتخصصة وعضو مجلس الإنتاج.
10. عضو مجلس إدارة معهد بحوث البترول سابقا.
11. عضو شعبة الإنتاج بالمجالس النوعية- أكاديمية البحث العلمي سابقا.
12. مؤسس جمعيه التنمية البشرية وجودة الحياة.
13. عضو مجلس إدارة الجمعية العربية للبترول والتعدين.
14. مؤسس حملة «لا لنكسة الغاز» 1997.
15. مشارك في الدعوى القضائية لوقف تصدير الغاز لإسرائيل.
16. عضو مؤسس في مصر ضد التوريث.
17. عضو مؤسس في الجمعية الوطنية للتغيير.
18. عضو البرلمان الموازى.
19. مؤسس ورئيس حزب التحرير المصرى.

## حزب التحرير المصري
في، أعلن عن تأسيس حزب التحرير المصري، وهو حزب سياسي مصري تأسّس عقب ثورة 25 يناير منبثق عن تيار الصوفية في مصر

كما يضمّ الحزب أقباطاً كأعضاء ومرشحين. رغم وصفه إعلاميا ب«حزب التحرير الصوفي» إلا أنّ إبراهيم زهران رئيس الحزب، يرفض تسمية الحزب بالديني ويشدد أنه «لا يقوم على أساس ديني، بل يدعو إلى دولة مدنية ويرفض استغلال الدين». أعلن الحزب في مارس 2012 ائتلافه مع حزبين محسوبين على التيار الصوفي أيضا هما حزب نهضة مصر وحزب النصر، تمهيدا للاندماج في كيان واحد لاحقًا.